# 갈바니즘
갈바니즘(oral galvanism) 또는 아말감 질환(amalgam disease)은 구강 또는 전신 증상과 아말감 충전물의 독성 효과(또는 치아 수복물의 금속과 타액 또는 치수의 전해질 사이의 전류) 사이의 관계를 일컫는 용어이다. 갈바닉 통증(galvanic pain)의 존재여부 또는 수은과 증상 사이의 연관성이 입증되지 않았다. 급성 알레르기 반응 외에도 아말감은 부작용과 관련이 없는 것으로 밝혀졌다.
아주 약한 전류가 입속의 다른 합금으로 이루어진 다중 치과 충전재들에서 측정되지만, 증상의 존재 사이의 관계가 없었다. 치아 충전재과 증상사이의 관계는 정신적인 것에서 기인할 수도 있다.
이 용어는 원래 1878년에 제안되었으며 1970년대와 80년대 스웨덴에서 잘 알려지게 되었다. 구강 아말감 충전재를 세라믹 또는 폴리머 충전재과 같은 다른 화합물로 수은을 대체하는 캠페인으로 인해 스웨덴에서 잘 알려졌다.

## 같이 보기
- 신체화 장애
- 구강작열감증후군

## 참고 문헌
1. 1 2 3 4  Swedish Board of Health and Welfare for Statens offentliga utredningar (State Public Reports) (2003년 5월 1일). “Dentala material och hälsa” [Dental materials and health]. 《Regeringskansliet》 (스웨덴어). Government of Sweden. 2017년 6월 26일에 확인함.
2. 1 2 3  “Amalgam Myths and Facts”. 《www.dentalwatch.org》. 2017년 6월 26일에 확인함.
3. ↑  Lundberg, Ante (1998). 《The Environment and Mental Health : a Guide for Clinicians》. Mahwah, N.J.: Lawrence Erlbaum Associates. 119쪽. ISBN 0805829075. OCLC 37947667. A recent review by the Swedish Board of Health and Welfare concluded that there was no scientific support for the belief that amalgam fillings caused systemic diseases.
4. ↑  “A National Clinical Guideline for the Use of Dental Filling Materials” (PDF). Directorate for Health and Social Affairs, Norway. December 2003. 2020년 8월 19일에 원본 문서 (PDF)에서 보존된 문서. 2018년 7월 10일에 확인함.
5. ↑  Schriever W, Diamond LE (1952) “Electromotive forces and electric currents caused by metallic dental fillings” J Dent Res. 31(2): 205-229; PMID 14917837.